# Didier Willefert
Didier Willefert (Marsella, 2 de agosto de 1964) es un jinete francés que compitió en la modalidad de concurso completo. Ganó dos medallas de plata en el Campeonato Europeo de Concurso Completo, en los años 1995 y 2005.

## Palmarés internacional
| Campeonato Europeo | Campeonato Europeo          | Campeonato Europeo | Campeonato Europeo |
| Año                | Lugar                       | Medalla            | Categoría          |
| ------------------ | --------------------------- | ------------------ | ------------------ |
| 1995               | Pratoni del Vivaro (Italia) | Medalla de plata   | Por equipos        |
| 2005               | Blenheim (Reino Unido)      | Medalla de plata   | Por equipos        |